# Sexarbejdernes Interesseorganisation
Sexarbejdernes Interesseorganisation (SIO) er en sammenslutning af danske sexarbejdere.  
Foreningen blev oprettet d. 29. februar 2008 i forbindelse med lanceringen af websitet sexarbejde.dk.
Fra foreningens etablering var Susanne Møller foreningens talskvinde, men fra foråret 2015 ønsker foreningen ikke længere at fungere med officielle talspersoner.
Som interesseorganisation kæmper SIO ligesom fagforeningerne for bedre arbejdsforhold for sexarbejderne og ønsker samtidig at ændre den generelle holdning til prostitution.
Foreningen går ind for, at sexarbejde juridisk skal anerkendes som erhverv, men tager afstand fra tvungent sexarbejde og ønsker at hjælpe belastede i branchen.  
SIO har gentagne gange deltaget i den offentlige debat, deriblandt under en omdiskuteret tv-debat i Go' Morgen Danmark mellem talskvinde Susanne Møller og skuespillerinde Anne-Grethe Bjarup Riis den 16. februar 2011.
SIO har bl.a stiftet Sexelancen, nu kaldet The Red Van, som er verdens første mobile sexklinik for gadebaserede sexarbejdere.